# Эпштейн, Герман Вениаминович
Герман Вениаминович Эпштейн (1888—1935) — советский биолог и педагог, автор трудов по патогенным простейшим, риккетсиозам, гематологии.

## Биография
Сын кандидата коммерческих наук Беньямина Мордуховича Эпштейна и Веры Владимировны (Ривки Вульфовны) Вишняк. Двоюродный брат М. В. Вишняка и Р. С. Вишняка. В 1912 году окончил физико-математический, а в 1915 — медицинский факультет Московского университета.
В 1919 участвовал в организации Института инфекционных болезней имени И. И. Мечникова и работал в нём до конца жизни.
Одновременно (с 1923 года) работал на кафедре гистологии биологического факультета 1-го МГУ, руководил (с 1924 года) созданной им при кафедре лабораторией протозоологии; с 1926 года — профессор в Институте микробиологии Наркомата просвещения РСФСР; в последующие годы заведовал также сектором болезней рыб ВНИИ прудового и рыбного хозяйства, отделом генетики протистов Института экспериментальной биологии, отделением протозоологии во Всесоюзном институте экспериментальной медицины.
Специалист по патогенным простейшим, автор монографий «Патогенные простейшие, спирохеты и грибки» (1931), «Паразитические амёбы» (1941), а также «Практикум по паразитическим простейшим и спирохетам» (1940). Кроме того, занимался гематологией и риккетсиозами; предложил реакцию агглютинации с риккетсиями для диагностики сыпного тифа (1920).
Похоронен на 18 участке Введенского кладбища в Москве.

## Награды
- Охранная грамота Народного комиссариата по просвещения от 19 ноября 1918 года — удостоверяющая, «что библиотека преподавателя Московского Университета Германа Вениаминовича Эпштейна по истории — литературе и биологии, представляющая научную ценность и необходимая ему для его профессиональных занятий… реквизиции не подлежит»[1].

## Семья
- Жена — Евгения Абрамовна Эпштейн (урождённая Вишняк, 1889—1967)[5] — двоюродная сестра эсера Марка Вениаминовича Вишняка (1883, Москва, — 1976, Нью-Йорк)[1][6].
  - Дочь — Изабелла Германовна Эпштейн (1925, Берлин — 1986, Москва)[5], редактор-переводчик, кино-редактор, член Союза кинематографистов СССР, главный редактор постоянного секретариата Московского международного кинофестиваля[1][6].

## Основные научные труды
- Эпштейн Г. В. Патогенные простейшие, спирохеты и грибки: Основы общей и медицинской протистологии. — М.; Л.: ОГИЗ-Медгиз, 1931. — VIII, 920 с. — 3000 экз. (в пер.)
- Эпштейн Г. В. Практикум по паразитическим простейшим и спирохетам: Учебное пособие для биолог. фак-тов ун-тов, мед. и ветеринарн. ин-тов / проф. Г. В. Эпштейн; Подгот. к печати и доп. под ред. А. И. Саватеева; АН СССР. — М.; Л.: Изд-во АН СССР, 1940. — 280 с.
- Эпштейн Г. В. Паразитические амебы. — М.; Л.: Медгиз, 1941. — 166 с. — 2000 экз.